# Superpuchar Włoch w piłce siatkowej mężczyzn (2024)
Superpuchar Włoch w piłce siatkowej mężczyzn 2024 (oficjalnie Del Monte Supercoppa Italia Superlega) – dwudziestadziewiąta edycja rozgrywek o Superpuchar Włoch. Półfinały i finał zostaną rozegrane od 21 do 22 września 2024 roku w Palazzo Wanny we Florencji. 

## Drabinka
|  |                              |                              |               |               |   |                      |                      |       |
|  | Półfinały                    | Półfinały                    | Półfinały     |               |   | Finał                | Finał                | Finał |
|  | Półfinały                    | Półfinały                    | Półfinały     |               |   | Finał                | Finał                | Finał |
|  |                              |                              |               |               |   |                      |                      |       |
|  |                              |                              |               |               |   |                      |                      |       |
|  | Sir Susa Vim Perugia         | Sir Susa Vim Perugia         | 3             |               |   |                      |                      |       |
|  | Sir Susa Vim Perugia         | Sir Susa Vim Perugia         | 3             |               |   |                      |                      |       |
|  | Gas Sales Bluenergy Piacenza | Gas Sales Bluenergy Piacenza | 1             |               |   |                      |                      |       |
|  | Gas Sales Bluenergy Piacenza | Gas Sales Bluenergy Piacenza | 1             |               |   | Sir Susa Vim Perugia | Sir Susa Vim Perugia | 3     |
|  |                              |                              |               |               |   | Sir Susa Vim Perugia | Sir Susa Vim Perugia | 3     |
|  |                              |                              | Itas Trentino | Itas Trentino | 2 |                      |                      |       |
|  | Vero Volley Monza            | Vero Volley Monza            | Itas Trentino | Itas Trentino | 2 | 0                    |                      |       |
|  | Vero Volley Monza            | Vero Volley Monza            |               |               |   |                      |                      |       |
|  | Itas Trentino                | Itas Trentino                | 3             |               |   |                      |                      |       |
|  | Itas Trentino                | Itas Trentino                | 3             |               |   |                      |                      |       |
|  |                              |                              |               |               |   |                      |                      |       |

## Wyniki spotkań[2]

### Półfinały
| 21.09.2024 15:30 (UTC+1) Rai Sport | Sir Susa Vim Perugia Wassim Ben Tara 15 pkt | 3:1 (25:22, 23:25, 25:20, 25:21) raport | Gas Sales Bluenergy Piacenza Stephen Maar 18 pkt | Palazzo Wanny, Florencja Sędziowie: Umberto Zanussi i Massimiliano Giardini |

| 21.09.2024 18:00 (UTC+1) Rai Sport | Vero Volley Monza Luka Marttila 15 pkt | 0:3 (20:25, 21:25, 23:25) raport | Itas Trentino Daniele Lavia 17 pkt | Palazzo Wanny, Florencja Sędziowie: Alessandro Cerra i Rocco Brancati |

### Finał[3]
| 22.09.2024 18:00 (UTC+1) Rai Sport | Sir Susa Vim Perugia Yūki Ishikawa 20 pkt | 3:2 (25:18, 19:25, 15:25, 25:17, 15:9) raport | Itas Trentino Gabriel Garcia Fernández 24 pkt | Palazzo Wanny, Florencja Sędziowie: Dominga Lot i Andrea Pozzato MVP: Yūki Ishikawa |